# Oriopsis bansei
Oriopsis bansei är en ringmaskart som beskrevs av Francis Day 1961. Oriopsis bansei ingår i släktet Oriopsis och familjen Sabellidae. Inga underarter finns listade i Catalogue of Life.